# Olívio Dutra
Olívio de Oliveira Dutra (Bossoroca, 10 de junio del 1941) es un político brasileño afiliado al Partido de los Trabajadores.

## Carrera
Fue alcalde de Porto Alegre del 1989 al 1992. En 1999 accedería al puesto de gobernador de Rio Grande do Sul, cargo que abandonaría en el 2002.
Cuatro años después, volvió a presentarse a las elecciones a gobernador. Consiguió el segundo lugar en la primera ronda con el 27,39% de los votos, superando por la mínima a Germano Rigotto. Además, al no superar Yeda Crusius el 50% de los votos, se enfrentó a ella en una segunda vuelta de la que salió derrotado al obtener poco más del 46% de los votos válidos.
- Datos: Q252591
- Multimedia: Olívio Dutra / Q252591